# 张锦林
张锦林（1966年9月—），甘肃靖远人，汉族，中国共产党党员。中华人民共和国政治人物、第十三届全国人民代表大会甘肃省代表。

## 生平
2018年，张锦林被选为甘肃省出席第十三届全国人民代表大会代表。